# Bill Lippert
William J. Lippert, Jr., thường được biết là Bill Lippert, là một nhà lập pháp và nhà hoạt động cho quyền của người đồng tính từ tiểu bang Vermont của Hoa Kỳ, người đã phục vụ từ năm 1994 tại Hạ viện Vermont với tư cách là đại diện bang của Thị trấn Hinesburg. Ông đã từng là chủ tịch của Ủy ban Tư pháp Hạ viện trong mười năm, và hiện giữ chức Chủ tịch Ủy ban Chăm sóc Sức khỏe của Nhà.

## Tuổi thơ và sự nghiệp
Lippert lớn lên ở Pennsylvania và tốt nghiệp trường Cao đẳng Earlham năm 1972 với bằng B.A.  trong lịch sử. Lippert theo học tại trường đại học Antioch/New England, và tốt nghiệp năm 1979 với bằng Thạc sĩ về Tâm lý Tư vấn.  Ông sống ở Vermont từ năm 1972 và chuyển đến Hinesburg vào năm 1979.
Đầu những năm 1970, ông đã giúp thành lập nhóm hỗ trợ đồng tính nam đầu tiên của tiểu bang và vào năm 1983, Lippert đã làm việc với những người khác để tổ chức cuộc biểu tình tự hào đồng tính đầu tiên của Vermont ở Burlington. Năm 1989, Lippert đã giúp thành lập Outright Vermont, một tổ chức chuyên phục vụ nhu cầu của thanh niên đồng tính nữ, đồng tính nam, song tính và chuyển giới. Sau đó, ông đã tham gia vận động hành lang cho dự luật dân quyền đồng tính của Vermont, thông qua cơ quan lập pháp và được Thống đốc Howard Dean ký vào luật năm 1992.
Năm 1992, cùng với nhà hoạt động cộng đồng David Curtis, Lippert thành lập Quỹ Samara của Vermont, một tổ chức cộng đồng LGBT với nhiệm vụ là "cải thiện chất lượng cuộc sống của các công dân đồng tính nữ, đồng tính nam, song tính và chuyển giới của Vermont". Lippert từng là giám đốc điều hành của Samara Foundation, và sau đó là cán bộ cao cấp. Samara Foundation hiện là Quỹ Samara cho các vấn đề LGBT của Quỹ cộng đồng Vermont.
Trong hai mươi năm trước khi phục vụ trong cơ quan lập pháp Vermont, Lippert làm việc trong các dịch vụ sức khỏe tâm thần cộng đồng, làm cố vấn tâm lý và lạm dụng chất gây nghiện, và trong mười năm làm Giám đốc Điều hành Dịch vụ Tư vấn của Hạt Addison. Năm 1996, Lippert từ chức Giám đốc điều hành CSAC để tiếp tục sự nghiệp lập pháp và phát triển Quỹ Samara của Vermont.

## Đời tư
Lippert hiện là một trong sáu thành viên đồng tính công khai của Cơ quan lập pháp Vermont.
Lippert đã kết hôn (2009) với người phối ngẫu của mình, Enrique S. Peredo, Jr. ở Toto, đảo Guam. Họ sống cùng nhau ở Hinesburg, Vermont.